# Gratz Gusztáv
Gratz Gusztáv, születési nevén Gratz Gusztáv Adolf (Gölnicbánya, 1875. március 30. – Budapest, 1946. november 21.) német származású magyar politikus, publicista, gazdasági szakember és történetíró. 1917-ben az Esterházy Móric vezette kormányban pénzügyminiszter, 1921-ben Teleki Pál első kormányában a külügyi tárca élén állt. Testvére Gratz Ottó tejgazdasági szakember és szakíró.

## Családja
Gratz Gusztáv ősei ausztriai protestánsok voltak, akik feltehetően a 18. században a vallásüldözések elől Salzburg tartományból menekültek Pozsony környékére. Apja Moritz Gratz, evangélikus lelkész, anyja Emma Dax (Dachs), budai német polgárlány volt. Gusztáv szülei második gyermekeként látta meg a napvilágot. A Gratz-család nem volt cipszer, Gölnicbányára azért kerültek, mert Gratz Gusztáv apja, Moritz Gratz elfogadta a bányaváros evangélikus lelkészi állását.

## Munkássága
Gratz Gusztáv az iglói német evangélikus gimnáziumban kezdte középiskolai tanulmányait, majd amikor apja a kolozsvári evangélikus gyülekezet lelkésze lett, s a család Kolozsvárra költözött, az ottani unitárius főgimnáziumba került, egy évet azonban a besztercei szász gimnáziumban végzett el. Az érettségi után a kolozsvári egyetem állam- és jogtudományi karának hallgatója lett, de mivel 1896-tól a Pester Lloyd parlamenti tudósítójaként tevékenykedett, átjelentkezett a budapesti egyetemre, államvizsgáját azonban Kolozsváron abszolválta. Az újságírással már korán eljegyezte magát, első cikkei a kolozsvári Ellenzék c. lapban jelentek meg, majd az 1895-ben induló kolozsvári Erdélyi Napló munkatársa lett. Az alapító-főszerkesztő Szász Károly ajánlására került a Pester Lloydhoz. Az ott betöltött állása mellett 1898-tól a Kölnische Zeitung és a bécsi Die Zeit újságok budapesti tudósítója. 1906 váltott, és a rivális bécsi politikai napilap, a Neue Freie Presse budapesti tudósítója lett. Budapesti újságíróként kapcsolatba került a kor valamennyi jelentős magyarországi politikusával.
Gratz Gusztáv a Huszadik Század című folyóirat egyik alapítója, s 1903-ig főszerkesztője volt. A Huszadik Századot alapító fiatal értelmiségiekkel – köztük Jászi Oszkár, Vámbéry Rusztem, Berinkey Dénes, Szabó Ervin, Somló Bódog – 1901-ben létrehozta a Társadalomtudományi Társaságot, a hazai szociológia első műhelyét. A folyóirat és a Társaság is azzal a közös céllal jött létre, hogy Magyarország elmaradott társadalmi viszonyait megreformálják, kiálltak az agrárreform és a választójog kiterjesztése mellett. Létrehozták a Választójogi Ligát, s országszerte népgyűléseket szerveztek. A Társaság illetve a folyóirat körül tömörülő konzervatív és radikális csoport ellentétei egyre inkább elmélyültek. Gratz 1903-ban kilépett a folyóirat szerkesztőségéből, s 1906-ban a Társadalomtudományi Társaság radikalizálódását ellenző tagokkal egyetemben elhagyták a Társaságot is. A kilépők útja többnyire a politikai establishment soraiba, a bennmaradóké a polgári radikalizmusba vagy a szocialista eszmék magyarországi fő hirdetői közé vezetett.
Gratz 1906-ban országgyűlési mandátumot szerzett a szászok, magyarok és románok által lakott újegyházi (Erdély) választókerületben, mandátumát 1917-ig megtartotta. Az erdélyi szász képviselők parlamenti csoportjához csatlakozott.
1912-től a Gyáriparosok Országos Szövetségének ügyvezető-igazgatójaként működött. Lehetősége adódott a magyar ipar helyzetének alapos megismerésére. Az első világháború alatt számos hadi gazdálkodási központ tagja volt. Liberális gazdasági szakemberként támogatta a Német Birodalom és Ausztria-Magyarország minél szorosabb gazdasági együttműködését.
1917 elején – Tisza István miniszterelnök javaslatára – kinevezték a közös külügyminisztérium kereskedelempolitikai osztályfőnökévé. 1917 júniusától szeptemberéig az Esterházy-kormányban pénzügyminiszter, majd újra visszatért a külügyminisztérium kereskedelempolitikai osztályának élére. Ebben a minőségében a breszt-litovszki majd a bukaresti béketárgyalásokon a gazdasági tárgyalásokat vezette az Osztrák–Magyar Monarchia részéről, ami nagy mértékben növelte presztízsét. A Monarchia összeomlásáig a posztján maradt.
Az 1918. októberi forradalomtól távol tartotta magát, majd a Tanácsköztársaság kikiáltásakor Bécsbe sietett és csatlakozott az Antibolsevista Comité néven ismert bécsi ellenforradalmi csoportosuláshoz. Az ellenforradalmi rendszer hatalomra kerülése után 1919. novemberétől 1921. januárig bécsi magyar követ.
A követi állást a külügyminiszteri bársonyszékkel cserélte fel Teleki Pál első kormányban. Kezdeményezésére tárgyalások kezdődtek Csehszlovákiával a Lajta menti Bruckban. Mivel exponálta magát IV. Károly mellett annak 1921. húsvéti visszatérési kísérlete mellett, lemondott. Ezt követően Károly király magyarországi megbízottjaként a magyar kormánnyal egyetértésben kísérelte meg a restauráció előkészítését. Feltehetően IV. Károly második restaurációs kísérletének előkészítésében nem vett részt, s a királyt visszatérésre nem biztatta, de amikor Károly király és Zita királyné 1921. októberében váratlanul Magyarországra érkezett, csatlakozott a királyi párhoz. Károly Gratzot a felállítandó új minisztérium pénzügyminiszterének jelölte. A restaurációs kísérlet során Gratz egészen a tihanyi tárgyalásokig a király mellett tartózkodott. Miután a királyi pár az ország elhagyására kényszerült, Gratzot Andrássy Gyulával és Rakovszky Istvánnal együtt lázadás vádjával letartóztatták, csak mintegy 10 hét múlva engedték szabadon, a vádat pedig csak évek múlva ejtették. A második restaurációs kísérlet sikertelen kimenetele Gratz politikai karrierjében is törést okozott. Az elkövetkező években jobbára csak a Pester Lloydban megjelenő vezércikkeiben fejtette ki politikai nézeteit. A legitimizmus eszméjéhez továbbra is hű maradt: meg volt róla győződve, hogy a Monarchia valamilyen formában történő felélesztése történelmi szükségszerűség, s az pedig a nemzetek feletti Habsburg-dinasztia nélkül elképzelhetetlen. A legitimisták összejövetelein rendszeresen részt vett. Gratz szorosan kapcsolódott a gazdasági élethez is: számos magyar érdekeltségű iparvállalatban tevékenykedett, az 1920-as évektől összesen mintegy 40 banknak illetve ipari vállalkozásnak volt igazgatósági tagja.

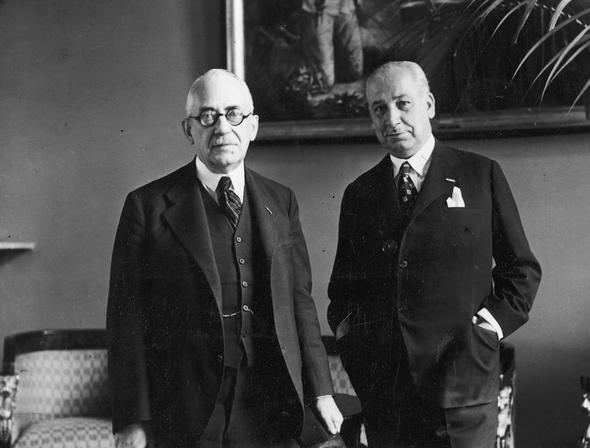
Gratz Gusztáv (balra) Láng Boldizsárral 1938-ban Varsóban

A kormány-körökhöz akkor került ismét közelebb, amikor Bethlen István miniszterelnök kérésére 1924-ben elvállalta a Magyarországi Németek Népművelődési Egyesületének elnöki tisztségét. Az Egyesület tényleges szellemi vezetője s ügyvezetője Bleyer Jakab volt, akit azonban a magyar kormányzat német nemzeti érzelmei miatt nem tartott megbízhatónak. Az Egyesület gyakorlatilag a kormányzattól függött. Gratz abban látta az Egyesület élén a feladatát, hogy közvetítsen a kormányzat és a magyarországi németség között. Határozottan kiállt a hazai németek anyanyelven történő oktatása és kulturálódási lehetőségei mellett, de elutasított minden olyan törekvést, amely a magyarországi németség politikai megszervezésére irányult. Amikor 1938-ban a magyar kormány – Németország erősödő befolyásának következtében – engedélyezte a hazai németség azon képviselőinek egy újabb nemzetiségi szervezet (Volksbund der Deutschen in Ungarn – Magyarországi Németek Népi Szövetsége) létrehozását, akiket addig éppen Gratz segítségével is igyekezett féken tartani, Gratz – közvetítői szerepének kudarcát belátva – lemondott az MNNE elnökségéről és teljesen visszavonult a nemzetiségi politikától.
Gratz 1926-tól újra országgyűlés tagja, – nyilván az MNNE elnökségéből adódóan – éppen a németek lakta bonyhádi választókerületet képviselte kormánytámogató programmal. Az Interparlamentáris Unió állandó tagjaként és a Nemzetközi Kereskedelmi Kamara tanácsának és végrehajtó bizottságának tagjaként nemzetközi porondon is kifejtette a dunai államok szoros gazdasági és politikai együttműködésére vonatkozó nézeteit. Az utódállamok gazdasági és politikai közeledését volt hivatva előmozdítani az 1930-ban Gratz és Hantos Elemér által alapított Közép-Európa Intézet is, amelynek elnöke Gratz lett. 1932-ben a képviselőházban kiállt az ún. Tardieu-terv mellett. Külföldi útjai során kapcsolatot keresett a szomszédos államok politikusaival, Edvard Benešt többször felkereste Prágában.
Amikor Gömbös Gyula miniszterelnök megtiltott a kormánypárti képviselőknek mindennemű legitimista akcióban való részvételt, kilépett a kormánypártból. 1936-tól viszont már a Rassay Károly vezette, ellenzéki liberális Polgári Szabadságpárt képviselőjeként foglalt helyet a törvényhozás alsóházában. Parlamenti felszólalásaiban és újságcikkeiben kifogásolta az antiliberális és antidemokratikus gazdasági és politikai fejleményeket. 1939-től a liberális napilap, a Pesti Napló főszerkesztője. A közép-európai népek gazdasági és politikai összefogását hirdető nézetei, valamint legitimizmusa egyre kevésbé számítottak "korszerűnek". A "zsidótörvények" parlamenti tárgyalása során hosszú beszédekben utasította el az "állampolgári egyenlőséget megsértő" és magyar liberalizmus hagyományaival szakító törvényjavaslatokat.
Tagja volt a Magyar Szemle és a Külügyi Szemle szerkesztőbizottságának. 1925-től szerkesztette az Ungarisches Wirtschafts-Jahrbuchot, amely a magyar gazdaságról adott német nyelvű tájékoztatásával a külföldi szakemberek elismerését is kivívta. A '30-as évek közepén jelentek meg Magyarország történetét 1867-től 1920-ig feldolgozó művei. Gratzot 1941-ben a Magyar Tudományos Akadémia levelező tagjává választotta publicisztikai és történetírói munkásságának elismeréseként. 
A második világháború utolsó éveiben részt vett annak a titkos bizottságnak a munkájában, amely a kormány megbízásából Bethlen István és Szegedy-Maszák Aladár irányításával békekonferenciára való titkos felkészülést szolgálta.
Magyarország német megszállása után, 1944 áprilisában a Gestapo letartóztatta, majd számos magyar politikussal együtt a mauthauseni koncentrációs táborba hurcolták. Feltehetően befolyásos ismerőseinek közbenjárására 1944 júliusában kiengedték a táborból, de Budapestre nem térhetett vissza, csak a Bécs mellett élő lányához mehetett. Ott élte meg az orosz megszállást. Feleségéhez Budapestre csak 1945 áprilisában utazhatott haza. Ezt követően az Ideiglenes Nemzeti Kormány felkérésére a békekonferenciára való felkészülés keretében a dunai népek együttműködésének problémáról készített tanulmánytervet. Imrédy Béla és Basch Ferenc népbírósági perében tanúként hallgatták meg.
Gratz Gusztáv felesége Nagy Ilona, házasságukból három lány született. Gratz Gusztáv 1946. november 21-én szívelégtelenségben hunyt el Budapesten szívizom-elfajulás következtében.

## Művei

### Cikkek, könyvfejezetek, szerkesztett kötetek
- A liberálizmus In: A társadalmi fejlődés iránya. A Társadalomtudományi Társaság által rendezett vita, Deutsch Zs. és Társa Kiadása (Politzer Zsigmond és fia), Budapest, 1904. (A Huszadik Század Könyvtára)
- (szerk.) A bolsevizmus Magyarországon (szerzők: Fábián Béla, Hoisty Pál, Gróf Andrássy Gyula, Németh József, Imre Sándor). Franklin Társulat, Budapest, 1921. → reprint kiadás: Vadszőlő Kiadó, Budapest, 2003, ISBN 963-214-035-4
- Magyarország és a bolsevizmus, ill. Magyar német relációk In: Magyarok a kultúráért. A magyar munka eredményei az emberi művelődés terén, szerk. Lukács György. Magyar-Francia Kultúrliga Kiadása, Budapest, 1929.
- A mai világ képe. I–II. kötet In: Politikai élet. Szerk. Budapest, 1939.
- Az Osztrák-Magyar Monarchia felosztásának következményei. Kiad., bev., jegyz. Gyarmati György. Történelmi Szemle, 1995/1. 83-115.

Szerkesztette a Huszadik Század című társadalomtudományi folyóiratot.

### Magyar nyelven megjelent könyvek
- Nemzetközi jog. Stampfel Károly Kiadása, Pozsony–Budapest, 1899, 2. bőv. kiad. Budapest, 1906 (Tudományos Zsebkönyvtár)
- Alkotmánypolitika. Stampfel Károly Kiadása, Pozsony–Budapest, 1900 (Tudományos Zsebkönyvtár)
- Tisza Kálmán. Különlenyomat a »Huszadik Század«-ból; Politzer Zsigmond és Társa Kiadása, Budapest, 1902 (Modern magyar államférfiak)
- Általános választójog és nemzetipolitika. Márkus Samu könyvnyomdája, Budapest, 1905
- Az általános választójog szociologiai szempontból. k. n., Budapest, 1906 (Az Általános Titkos Választójog Ligájának kiadványai)
- Politikai és gazdasági liberalizmus. A Magyar Cobden-Szövetségben 1922. február 17-én tartott előadás. Magyar Cobden-Szövetség. Budapest, 1922 (Cobden-Könyvtár)
- Európai külpolitika. Magyar Szemle Társaság, Budapest, 1929 (A Magyar Szemle Kincsestára)
- Adalékok a német-osztrák vámunió kérdéséhez. Pallas Nyomda, Budapest, 1931
- A német-osztrák vámunió kérdéséhez. Gratz Gusztáv refrátuma és annak megvitatása; Pallas Nyomda, Budapest, 1931 (Magyarország Középeurópai Intézete közlemények)
- Emlékezés az erdélyi szép napokra; Erdélyi Szemle, Cluj, 1935 (Élő Erdély)
- A dualizmus kora. Magyarország története, 1867–1918, 1-2.; Magyar Szemle Társaság, Budapest, 1934 → reprint kiadás: Akadémiai Kiadó, Budapest, 1992
- A forradalmak kora. Magyarország története, 1918–1920; Magyar Szemle Társaság, Budapest, 1935. (A Magyar Szemle könyvei) → reprint kiadás: Akadémiai Kiadó, Budapest, 1992
- A jelenkor politikai fejlődése. Egyetemi Nyomda Kiadása, Budapest, é. n. [1939]
- A világháború utáni kor története. Egyetemi Nyomda Kiadása, Budapest, é. n. [1939]
- Magyarország a két háború között. Szerk. és utószó: Paál Vince. Budapest, 2001
- Visszaemlékezéseim; Aura Libri, Budapest, 2007

### Idegen nyelven megjelent könyvek
- Der wirtschaftliche Zusammenbruch Österreich-Ungarns. Szerzőtárs: Richard Schüller. Wien, 1930
- Die äussere Wirtschaftspolitik Österreich-Ungarns. Mitteleuropäische Wirtschaftspäne. Szerzőtárs: Richard Schüller. Wien, 1925
- The economic policy of Austria-Hungary during the war in its external relations. New Häven, 1930
- Deutschungarische Probleme. Budapest, 1938
- Gustav Gratz: Augenzeuge dreier Epochen. Die Memoiren des ungarischen Außenministers 1875-1945. Herausgegeben von Vince Paál und Gerhard Seewann. München, R. Oldenbourg Verlag, 2009

## Elektronikus hivatkozások
- Petrik Géza Könyvészete